# おとこの台所
『おとこの台所』（おとこのだいどころ）は、1983年4月2日から1990年9月29日まで日本テレビで放送されていた料理番組である。東京電力の一社提供。

## 概要
藤村俊二が司会を務めていた番組で、毎回男性ゲストがオール電化の台所で料理の腕前を披露していた。同じく日本テレビで放送の『キユーピー3分クッキング』と『ごちそうさま』がガスコンロを使っていたのに対し、本番組は東京電力の提供番組らしく電気式のコンロを使用していた。当時はIHクッキングヒーターの普及前ということもあり、使用していたのはコイル状のニクロム線を使用した製品であった。
番組ネット局は日本テレビの他、スポンサーである東京電力の営業エリア内にあった静岡第一テレビ（SDT）と山梨放送（YBS）。ただしこの2局は日本テレビと同時ネットではなく、放送曜日や時間の異なる時差ネットであった。

## 放送時間
いずれも日本標準時。
- 土曜 17時10分 - 17時30分（1983年4月2日 - 1983年9月24日）
- 土曜 10時30分 - 10時55分（1983年10月1日 - 1990年3月31日）
- 土曜 09時30分 - 09時55分（1990年4月7日 - 1990年9月29日）